# 维它乡
维它乡，是中华人民共和国四川省甘孜藏族自治州道孚县曾经下辖的一个乡。撤销甲宗镇、维它乡，设立玉科镇，以原甲宗镇和原维它乡所属行政区域为玉科镇的行政区域，玉科镇人民政府驻银克村希望路8号。

## 行政区划
维它乡撤销前下辖以下地区：
维柯村和呷科村。